# Zástava (Újezd u Sezemic)
Zástava je malá vesnice, část obce Újezd u Sezemic v okrese Pardubice. Nachází se asi 1 km na západ od Újezdu u Sezemic. V roce 2009 zde bylo evidováno 7 adres. V roce 2001 zde trvale žilo 13 obyvatel.
Zástava leží v katastrálním území Újezd u Sezemic o výměře 3,46 km2.